# Кяменицкое
Кяменицкое — озеро на территории Поповпорожского сельского поселения Сегежского района Республики Карелии.

## Общие сведения
Площадь озера — 22,3 км², площадь водосборного бассейна — 192 км². Располагается на высоте 98,8 метров над уровнем моря.
Форма озера двухлопастная, продолговатая: вытянуто с запада на восток. Берега каменисто-песчаные, местами заболоченные.
Через озеро протекает река Кяменка, впадающая в Выгозеро.
В восточном плёсе расположено не менее семи безымянных островов разной площади.
С востока от озера проходит просёлочная дорога.
Код объекта в государственном водном реестре — 02020001211102000006927.